# Allocosa finkei
Allocosa finkei är en spindelart som först beskrevs av Hickman 1944.  Allocosa finkei ingår i släktet Allocosa och familjen vargspindlar.
Artens utbredningsområde är Sydaustralien. Inga underarter finns listade i Catalogue of Life.